# 北帰行
北帰行（ほっきこう、正字では北歸行） は、日本の歌。原歌は、旧制旅順高等学校（旅高）の愛唱歌（広義の寮歌）。第二次世界大戦後、うたごえ運動を通じて全国の歌声喫茶に広まり、1961年（昭和36年）には歌謡曲としてヒットした。

## 基本データ
- 成立年: 昭和16年 （1941年）
- 作詞者・作曲者: 宇田博 （旅順高等学校 1回生、1922年 - 1995年8月9日）

歌詞・曲ともに著作権が消滅していないJASRAC管理楽曲である。（JASRAC作品コード 077-0199-3）
なお、歌謡曲版と寮歌版とでは、歌詞・曲ともに若干異なる。歌謡曲版の歌詞は3番までだが、寮歌版は5番まで存在する。また、出典により順番が相違しているものがあるが、宇田直筆の歌詞において相違している。

## 概要
作者の宇田博（1922～1995）は、奉天一中で四修で旧制第一高等学校（一高）の受験に失敗、父が学長を務めていた建国大学予科（満州国新京）に入学したが半年で退学処分となり、1940年（昭和15年）、開校したばかりの旧制旅順高等学校に入学した。宇田は同校の第一回寮歌 『薫風通ふ春五月』（村岡楽童 作曲）を作詞している。しかし戦時体制下の新設校だった同校に、宇田の望んだバンカラで自由な校風は存在せず、彼は常々生活指導の教官に目を付けられていた（もっとも、宇田自身はバンカラ型ではなかった。280ヶ条もあった校則に、常々反発していた旨を述懐している。#書籍 『大連・旅順はいま』 138頁-142頁など）。
1941年（昭和16年）5月、宇田はメッチェン（女の子）と交際して戻ったところを教官に見つかり、"性行不良"で退学処分となった。彼が、同校への訣別の歌として友人たちに遺した歌が、この『北帰行』である。そのため、同校の正式の寮歌ではないが、広義の寮歌として歌われてきた。宇田はその後内地に渡り、旧制一高を卒業した。彼は東京大学を経て、東京放送（TBS、現・東京放送ホールディングス / TBSテレビ・TBSラジオ）に入社し、後に同社の常務・監査役を歴任している。
旅順高等学校関係者によれば、この歌は自由への解放を歌い上げたものであり、単なる流浪の歌として理解されるべきではないとされるが、これは歌詞を五番まで全て歌った場合のものであるといえる。省略されることの多い完全版の歌詞では、満州各地の学園で体験した強圧的な体制への憤懣と、決して容れられることのない己の存在を嘆いた宇田個人の心情が率直に歌われているからである。
歌詞に明確な学校当局への反抗がこめられているため、宇田が去った後の旅順高校では『北帰行』を歌うこと自体を禁じようとする動きも見られたが、一部のリベラルな教師たちの擁護によって、禁止曲となることは免れたという。

## 継承
旧制旅順高等学校は、昭和20年（1945年）8月、日本の第二次世界大戦敗戦と共に廃校となった。他の旧制高等学校と異なり後身校は存在せず、寮歌としての歴史はここで終了となった（寮歌祭では、同校同窓生により寮歌の一つとして歌われ続けている）。一方で、この歌は戦後、歌声喫茶で作者不詳の歌として流行した。
昭和36年（1961年）、この歌は日本コロムビアのプロデューサーや小林旭に見い出され、同社からレコード化されて大ヒットした。同年には、小林に先行してボニージャックスの歌でキングレコードからもレコード発売された。ボニージャックスの初期版は作者の宇田から原作に忠実でないという申し出があり、キング首脳との交渉の末、宇田の原作をもとに改めて吹込み直している。和田弘とマヒナスターズの歌でビクターレコードからもレコード発売されている。
この際作者捜しが行われ、当時TBS社員だった宇田の名乗り出、および旅順高校時代の友人が持っていた宇田直筆の歌詞から、作者が確定したという。
歌のヒットにより、小林が主演する映画 『渡り鳥シリーズ』（日活）の昭和37年（1962年）正月封切り版『北帰行より　渡り鳥北へ帰る』の主題歌となった。小林のバージョンは現在まで最も流布したものであるが、原曲とは相当に変化した部分がある。もっとも作者の宇田自身は、小林の歌を晩年に至るまでいたく気に入っていたという。

## 書籍
- 尾崎良江　『平成の愛唱寮歌八十曲選』　国書刊行会、1997年11月。ISBN 4336040443
- 宇田博　『大連・旅順はいま』　六法出版社、1992年11月。ISBN 4897702747 - 自伝的ノンフィクション。「北帰行」が生まれた経緯を詳細に記している。